# Psittacara mitratus
Il parrocchetto mitrato (Psittacara mitratus (Tschudi, 1844)) è un uccello della famiglia degli Psittacidi.

## Descrizione
Specie simile al parrocchetto mascherato (Psittacara erythrogenys) e al parrocchetto frontescarlatta (Psittacara wagleri), si presenta con piumaggio base verde e segni rossi facciali che coprono la fronte e la zona perioculare; compaiono anche macchie rosse sul collo e sui calzoni. Ha taglia attorno ai 38 cm.

## Distribuzione e habitat
Abita le foreste della parte sud-occidentale del Sudamerica, dal Perù all'Argentina, preferibilmente tra i 1000 e i 2500 metri, ma è stato segnalato fino a 4000 metri di quota.

## Tassonomia
Si distingue in tre sottospecie:
- P. m. mitratus  (Tschudi, 1844)
- P. m. chlorogenys  (Arndt, 2006)
- P. m. tucumanus  (Arndt, 2006)